# Willem Cornelis Ketjen
Willem Cornelis Ketjen (Doesburg, 26 december 1782 – aldaar, 28 januari 1858) was een Nederlands burgemeester, notaris en politicus.

## Levensloop
Willem Ketjen werd geboren als een zoon van Rudolph Ketjen en Gosuina Alida Luijken. Hij studeerde rechten aan de universiteit. Hij begon zijn carrière als notaris te Doesburg. Van 1817 tot zijn dood in 1858 functioneerde hij als lid van de Provinciale Staten van Gelderland. Van 1840 tot 1857 was Ketjen werkzaam als burgemeester van Doesburg.
Willem Ketjen trouwde in 1810 met Johanna Maria de Greve; uit het huwelijk zijn vier kinderen bekend. Van 1830 tot 1858 bewoonden Ketjen en zijn vrouw het landgoed De Kruishorst. Daarna nam zoon Rudolph Ketjen het landgoed over.
- International Standard Name Identifier: 0000 0003 9680 9156
- Nederlandse Thesaurus van Auteursnamen: 072516526
- Virtual International Authority File: 291859429
- WorldCat: E39PBJkD6cKh63X6qRVXM7dfbd